# Nærbane
En nærbane er en betegnelse for et togsystem, der med hyppige afgange betjener større byer og deres forstæder.
Tidligere blev S-tog og regionaltog også betegnet som nærbaner, men i dag anvendes betegnelsen primært om konkrete linjer, f.eks. Aalborg Nærbane og Århus Nærbane, der begge blev anlagt i starten af 2000'erne.
Af nærbaner i udlandet kan bl.a. nævnes Berlins S-Bahn.
| Jernbane | Spire Denne jernbaneartikel er en spire som bør udbygges. Du er velkommen til at hjælpe Wikipedia ved at udvide den. |